# Andrej Lovás
Andrej Lovás (Ružomberok, 28 maggio 1991) è un calciatore slovacco, attaccante del Slavoj Sládkovičovo.

## Caratteristiche tecniche
È un centravanti.

## Carriera
È cresciuto nelle giovanili del Ružomberok.

## Palmarès

### Club

#### Competizioni nazionali
- Campionato slovacco: 1

Spartak Trnava: 2017-2018
- Coppa di Slovacchia: 1

Spartak Trnava: 2018-2019